# Лонкоче
Лонкоче (исп. Loncoche) — город в Чили. Административный центр одноимённой коммуны. Население — 14 191 человек (2002). Город и коммуна входят в состав провинции Каутин и области Араукания.
Территория коммуны — 976,8 км². Численность населения — 22 643 жителя (2007). Плотность населения — 23,18 чел./км².

## Расположение
Город расположен в 72 км на юг от административного центра области города Темуко.
Коммуна граничит:
- на севере — c коммуной Горбеа
- на северо-востоке — c коммуной Питруфкен
- на востоке — с коммуной Вильяррика
- на юго-востоке — c коммуной Пангипульи
- на юге — c коммуной Ланко
- на западе — c коммуной Марикина

## Демография
Согласно сведениям, собранным в ходе переписи Национальным институтом статистики, население коммуны составляет 22 643 человека, из которых 11 279 мужчин и 11 364 женщины.
Население коммуны составляет 2,42 % от общей численности населения области Араукания. 35,31 % относится к сельскому населению и 64,69 % — городское население.

### Важнейшие населенные пункты коммуны
- Лонкоче (город) — 14 191 жителей
- Уискапи (поселок) — 1032 жителя